# XVA
xVA är ett samlingsnamn för olika valuation adjustments, vilka är avskrivningar på ett finansiellt bolags resultaträkning och uppkommer ur derivataffärers kreditrisk och finansieringsbehov. Dessa värderingsjusteringar genererar också kapitaltäckningskrav på banker, vilket innebär att de också blir en komponent när bankerna prissätter derivat. Eftersom bokföringsregler och kapitaltäckningsregler inte överensstämmer helt, kommer olika xVA att ha olika stor betydelse för bokföring respektive prissättning. CVA och DVA dominerar vanligen i det bokförda värdet, medan de kapital-relaterade KVA, MVA och ColVA blir mer betydelsefulla i prissättningen.
Bland de xVA som beräknas av finansinstitutioner finns:
- CVA - Credit Valuation Adjustment, en justering för motpartens kreditrisk
- DVA - Debit Valuation Adjustment, eller Debt Valuation Adjustment, en justering för den kreditrisk som ens motparten har gentemot en själv
- FVA - Funding Valuation Adjustment, en justering för framtida finainsieringskostnader under löptiden
- KVA - Capital Valuation Adjustment, en justering för framtida kapitalkostnader under löptiden
- MVA - Margin Valuation Adjustment, en justering för den säkerhet som betalas ut för att minska motpartens risk vid derivataffärer
- ColVA - Collateral Valuation Adjustment, en justering för andra kollateralkostnader

Beräkning av XVA görs vanligtvis genom simulering.

## I prissättning av derivat
När en bank prissätter derivatinstrument läggs en xVA-avgift till priset, vilket ska kompensera för de xVA-relaterade kapitalkostnader som banken kommer att ha under derivatets löptid. Det innebär vanligen ett högre pris för kunden, men i vissa fall innebär ett kontrakt en minskad finansieringskostnad för banken, och i sådana fall kan xVA-avgiften bli negativ. 
Det råder inte konsensus om vilka positiva effekter en bank bör räkna med i priset. Finansieringsjusteringen FVA kan indelas i en negativ Funding Cost Adjustment, FCA, och en positiv Funding Benefit Adjustment, FBA, och i de fall den positiva komponenten överväger kan banken utan omsvep sänka priset, eftersom den vinst som kommer från FBA anses kunna omsättas i pengar genom att handlaren deponerar den överskjutande finansieringen internt inom banken, och får en finansieringsränta i utbyte. När det gäller den positiva komponenten DVA är dock läget ett annat, eftersom DVA, som uppkommer genom risken att banken själv kan hamna i betalningssvårigheter, inte uppenbarligen kan omsättas i pengar. Sedan 2015 finns det dock tecken på att handlare även ger sina kunder rabatter för DVA-vinster i en allt hårdare marknad för räntederivat, såsom cross-currency swaps. 